# Кононов, Владимир Петрович
Влади́мир Петро́вич Ко́нонов (позывной — Царь; род. 14 октября 1974, Горское, Ворошиловградская область, Украинская ССР, СССР) — военный и политический деятель подконтрольной России Донецкой Народной Республики. Министр обороны ДНР c 14 августа 2014 года. Генерал-лейтенант ДНР. Герой ДНР (2014).
Из-за российско-украинской войны находится под международными санкциями стран Евросоюза, Великобритании, США и ряда других стран.

## Биография

### Ранние годы и образование
Родился 14 октября 1974 года в городе Горское Ворошиловградской области Украинской ССР.
В 1995 году окончил Славянский авиационный колледж гражданской авиации.
В 1999 году окончил Славянский государственный педагогический институт.

### Карьера
Профессионально занимался спортивной и педагогической деятельностью, работал тренером в Федерации дзюдо Донецкой области. Имеет тренерский стаж по дзюдо 20 лет. Прошёл специальную подготовку старшего командного состава.
13 апреля 2014 года как доброволец участвовал в вооружённом формировании сепаратистов «Народное ополчение Донбасса», руководил блокпостом в Славянске. Командовал подразделением в боях в Славянске, Шахтёрске, Иловайске, Моспино и других населённых пунктах. Воинское звание (на август 2014 года) — подполковник.
После отставки Игоря Стрелкова был исполняющим обязанности министра обороны ДНР. С 14 августа 2014 года — министр обороны Донецкой Народной Республики.
За военные заслуги награждён высшими наградами Министерства обороны ДНР.
Женат, есть ребёнок. Младший брат — один из командиров ВС ДНР.
После смерти Александра Захарченко в сентябре 2018 года Министерство обороны ДНР было упразднено. 6 марта 2019 года указом главы ДНР Дениса Пушилина № 65 Кононов был назначен главой специально созданного Управления по социальной поддержке военнослужащих в отставке.

## Санкции
12 сентября 2014 года, как «командующий дивизией сепаратистов в Донецке», Кононов включен в санкционный список всех стран Евросоюза.
1 сентября 2016 года включен в санкционный список США. После вторжения России на Украину, внесен в санкционный список Новой Зеландии.
Также включен в санкционные списки Великобритании, Швейцарии, Японии, Украины, Канады и Австралии.

## Награды

### Награды Донецкой Народной Республики
- Герой Донецкой Народной Республики (3 октября 2014)[13]
  - Медаль «Золотая звезда» № 01;
- Ордена Святителя Николая Чудотворца I и II степени;
- Георгиевский крест ДНР IV степени;
- Медаль «За оборону Славянска»;
- Медаль «За оборону Шахтёрска»;
- Медаль «За оборону Иловайска»;
- Медаль «За заслуги» (МЧС ДНР).

### Награды Российской Федерации
- Юбилейная медаль «70 лет Победы в Великой Отечественной войне 1941—1945 гг.» (май 2015)[14].

### Награды Южной Осетии
- Орден Дружбы;
- Медаль «За боевое содружество» (Минобороны РЮО).

### Награды общественных организаций
- Орден «Офицерская доблесть»;
- Медаль «За ратную доблесть»;
- Медаль «За офицерскую честь»;
- другие награды.